# Héléna Marienské
Pour les articles homonymes, voir Galan.
Héléna Marienské, nom de plume de Nathalie Galan, est une romancière, actrice et présentatrice française, née le 9 octobre 1961 à Béziers. Agrégée de lettres, elle obtient plusieurs prix littéraires pour Rhésus, son premier roman paru en 2006.

## Biographie
Nathalie Galan fait ses études au lycée de Pézenas. Attirée par la littérature, elle suit une classe préparatoire littéraire au lycée Henri-IV, avant de partir faire du théâtre à Londres, puis une maîtrise de lettres modernes à la Sorbonne.
Entre 1985 et 1987, elle est coco-girl dans Cocoricocoboy, émission de télévision humoristique produite par Stéphane Collaro. En 1987, elle coécrit avec une autre coco-girl, Dominique Guirous, le livre Si la Cococour m'était contée..., où elles dévoilent les coulisses de Cocoricocoboy. En avril 1986 puis en avril 1987, elle est la playmate de l'édition française du magazine Playboy. Durant la fin des années 1980, elle co-anime aux côtés de Bernard Montiel le jeu télévisé hebdomadaire Ordinacœur sur TF1.
Elle obtient l'agrégation de lettres[Laquelle ?] en juillet 1994. Elle enseigne d'abord en région parisienne, puis dans l'Allier et dans la Loire. Libre et volontiers féministe, elle vit aujourd'hui en Auvergne. Ayant choisi pour pseudonyme le nom tchèque de « Marienbad », elle publie son premier roman Rhésus en 2006.
Nathalie Galan est la mère de deux filles, Camille née en juillet 1994 et Armande née en septembre 2000.

## Œuvres

### Rhésus
Son premier roman raconte comment le quotidien d'une maison de retraite se voit bouleversé par l'arrivée d'un singe bonobo, qui est immédiatement adopté par les pensionnaires, dont il réveille sexualité, instinct libertaire et désir de jouir de la vie. Plein d'humour noir, le récit adopte le point de vue et le style de plusieurs des protagonistes.
Rhésus est accueilli comme un OVNI par la critique. Il reçoit le Prix du 15 minutes Plus Tard, la Mention Spéciale du Prix Wepler Fondation la Poste et le Prix Madame Figaro/Le Grand Véfour. Il est élu par Lire meilleur premier roman de l'année 2006, et nommé par la même revue dans les 20 meilleurs livres de 2006.
En 2012, l'opéra de radio "Rhesus", par le compositeur suédois Magnus Bunnskog basé sur son roman, a été créé au Théâtre de la Radio suédoise.

### Le Degré suprême de la tendresse
Le Degré suprême de la tendresse est un roman en pastiches, dont le titre vient de la définition que faisait Salvador Dalí du cannibalisme. Le thème qui est décliné est celui d'une fellation forcée qui est interrompue d'un coup de dents tranchant. Il s'agit donc à la fois d'un roman érotique et d'un jeu littéraire assez jubilatoire. Les auteurs pastichés sont Michel Houellebecq, Gédéon Tallemant des Réaux, Louis-Ferdinand Céline, Jean de La Fontaine, Christine Angot, Michel de Montaigne, Vincent Ravalec et Georges Perec. Le pastiche de ce dernier est un lipogramme en "e", et comporte d'autres contraintes prisées par l'Oulipo, telles que pangramme ou palindrome.
Le Degré suprême de la tendresse a reçu le Prix Jean-Claude Brialy de la Ville de Saumur "Esprit Bacchus" en 2008.

### Fantaisie-Sarabande
Fantaisie-Sarabande est un roman. Refusant de vivre "au sein d'une famille de nazillons misérable et malodorante dans les friches de la Lorraine", l'héroïne poursuit ses études à Paris, où elle se prostitue. Là, elle rencontre l’amour sous les traits d'une meurtrière en fuite...Une comédie réjouissante mêlant fantaisie policière, romance et pornographie débridée.

### Les Ennemis de la vie ordinaire
Les Ennemis de la vie ordinaire est un conte immoral et subversif centré sur les addictions. Intégrés dans un nouveau concept de thérapie de groupe, trois personnages ayant chacun une addiction, l'alcool, la drogue et le sexe vont expérimenter les addictions multiples au lieu de la guérison attendue. Ils découvriront aussi l'amour, l'amitié et l'entraide.

### Presque toutes les femmes
Presque toutes les femmes est un ouvrage autobiographique dans lequel Héléna Marienské raconte sa vie écoulée au milieu de femmes de sa famille et de son entourage. Elle y évoque sa bisexualité ainsi que le drame vécu par sa mère et la malédiction planant sur sa famille.

## Filmographie

### Cinéma
- 1985 : Gros Dégueulasse de Bruno Zincone
- 1992 : Lunes de fiel de Roman Polanski, la fille dans la boutique

### Télévision
- 1985-1987 : Cocoricocoboy
- 1990 : Lunes de miel (la Cinq)